# ハンナ・アイゲル
ハンナ・アイゲル（Hanna Eigel、1938年5月20日 - ）は、オーストリア出身の女性フィギュアスケート選手。1956年コルティナダンペッツォオリンピック女子シングルオーストリア代表。1955年、1957年ヨーロッパフィギュアスケート選手権優勝。

## 経歴
- 1955年、1957年ヨーロッパフィギュアスケート選手権優勝。
- 1956年コルティナダンペッツォオリンピックに出場し5位。

## 主な戦績
| 大会/年      | 1953-54 | 1954-55 | 1955-56 | 1956-57 |
| ------------ | ------- | ------- | ------- | ------- |
| オリンピック |         |         | 5       |         |
| 世界選手権   | 7       | 3       | 5       | 2       |
| 欧州選手権   |         | 1       |         | 1       |